# Zsoffay Róbert
Zsoffay Róbert (Budapest, 1936. május 17. – Budapest, 2025. április 18.) formatervező iparművész, designer.

## Életpályája
Zsoffay Róbert 1965-ben végzett az Iparművészeti Főiskola formatervező szakán, mestere Dózsa Farkas András. 1965 óta önálló tervező, formatervezésben munkáinak zömét Dániel Józseffel együtt végzi. 1966-ban Nívó-díjat, 1971-ben a Lipcsei vásáron és 1976-ban a BNV-én is díjat nyertek közös tervezéseikkel. 1987-ben és 1990-ben nemzetközi sportrendezvények arculatterveivel „Ezüstgerely” díjat nyert. Több nemzetközi sportrendezvény, világbajnokság, Európa-bajnokság arculattervét készítette. 1965-től önálló tervezőként dolgozik; műszerek, kutatási berendezések és az orvosi berendezések formatervezése a fő profilja. 1985-től főleg grafikával foglalkozik.  1990-ben önálló kiállítása volt. Jelenleg edzőként dolgozik a Margitszigeti Atlétikai Centrumban.

## Válogatott csoportos kiállítások
- Design '68, Műcsarnok, Budapest
- 1967, 1968 • Hungaropack, Budapest
- 1969 • Ipari Művészet, Miskolc
- 1970 • Gyártmányesztétika, Budapest • Reklám '71, Budapest
- 1975 • Jubileumi Iparművészeti kiállítás, Műcsarnok, Budapest
- 1987 • 2. Gépipari Formatervezési Triennálé, Székesfehérvár
- 1988, 1990 • Ezüstgerely, Budapest
- 1990 • Art Trade, Budapest